# 吉川村 (高知県)
吉川村（よしかわむら）は、高知県の中央部にあった村で、周辺4町村と合併し香南市となった。

## 地理
高知県中部、南国市に隣接する村。西は物部川の右岸で南国市に接しているが、村の大部分は主として物部川の河口左岸に位置する村であり、高知県では2番目に面積の小さい村であった。海岸線に沿った東西に走る砂地を除けば、大部分は米作と園芸ハウスを行う農地が北に広がり、北東部の古川地区に標高40メートル程度の丘陵があり、わずかなヒノキ植林とモウソウ竹林が認められる。香宗川の支流の烏（からす）川、瀬戸川を境に野市町に接していた。
昭和45年ごろから農家が水田を利用し、養鰻池を設けて、鰻の養殖を始め地場産業の灯をかかげたが、外国産の鰻の輸入などが原因で経営不振となった。最盛期には58経営体あったが、今はわずか1経営体にまで激減している。また、豊富なこの地下水を利用して鮎の養殖（6経営体）も行われている。農業は米作、サツマイモ、ニラ、ナス、キュウリ、ネギ、ラッキョウなどが盛んで、海岸でのチリメンジャコの加工業などの水産業があった。
1982年に吉川漁港が物部川河口左岸に開港されたが、この漁港の有効な活用を図るため、漁業と海洋性レクレーションの調和のとれた発展を目指し、吉川村ポートマリーナが漁港内に設置された。この施設を核とした大型プレジャーボートの導入により、海や川を生かしたマリンスポーツやフイッシングなど海洋性レジャーの拠点となっている。またこの漁港の西側に「桜づつみ公園」と野外ステージ「天然色劇場」が1995年に完成した。
桜づつみ公園は、旧建設省の物部川桜づつみモデル事業の認定を受け、物部川河口の恵まれた自然環境を生かしつつ、黒潮の恵み豊な太平洋とすばらしい景観の物部川とのかかわりを大切にしながら「海と川の光る村・よしかわ」をキャッチフレーズに造りあげた。面積約2ヘクタールの全面に芝生を張りつめ、オオシマサクラ・ソメイヨシノあわせて約250本、サツキ・ツツジ・クチナシ・アジサイなどが700平方メートルに植栽されている。公園内の遊具の中に、長さ102メートルのモンキーバー（雲てい）があり、1997年ギネスブック社により日本一から世界一長いモンキーバーと認定された。また、公園の地形を利用して建設された野外ステージ「吉川村天然色劇場」は延床面積855平方メートルで野外ステージとしては四国一を誇っている。
- 河川：物部川

## 歴史
大字吉原には（戦国時代の土佐の国人領主の長宗我部元親の祖父に当たる）長宗我部兼序の家臣・丁野帯刀が居城した芳原城（よしはらじょう）があった。

### 沿革
- 1889年（明治22年）4月1日 - 町村制の施行により、吉原村・古川村の区域をもって発足。
- 2006年（平成18年）3月1日 - 赤岡町・香我美町・野市町・夜須町と合併して香南市が発足。同日吉川村廃止。

## 交通
村の中央部を東西に県道14号線（春野赤岡線：別名黒潮ライン。）が走り抜けている。

### 鉄道
土佐電気鉄道の前身の高知鉄道が1924年（大正13年）12月8日に後免町 - 手結間を開業し、その後1930年（昭和5年）4月1日に高知鉄道 後免 - 安芸間が全通したが、吉川村には古川に古川（ふるかわ）駅が存在した。同駅は安芸線が1974年に廃止されるまで存続した。その後2002年7月1日の土佐くろしお鉄道のごめん・なはり線開業に伴い、よしかわ駅として開設された。
- - ごめん・なはり線:よしかわ駅

### 空港
高知空港の敷地の一部(空港の東側)が村内にかかっていた。